# Bishop's College School
Bishop's College School (Collège Bishop’s) ou BCS fondée en 1836 est une prestigieuse école secondaires indépendante, à but non lucratif et bilingue à Sherbrooke, Québec, Canada pour les élèves de la 7e à la 12e année (Form II à VII),,. BCS est la plus ancienne école anglaise du Québec et la quatrième plus ancienne école privée anglaise qui existe encore au Canada, enregistré dans la Répertoire du patrimoine culturel du Québec. Elle est au cœur des Cantons-de-l'Est historiques du Québec,.
King's Hall à Compton fondée en 1874, est une école pour filles qui partage le même conseil d'administration et qui a finalement été fusionnée en 1972. La Trinity College School et le Ashbury College à Ottawa sont fondés par des anciens et des professeurs de BCS.

## Histoire

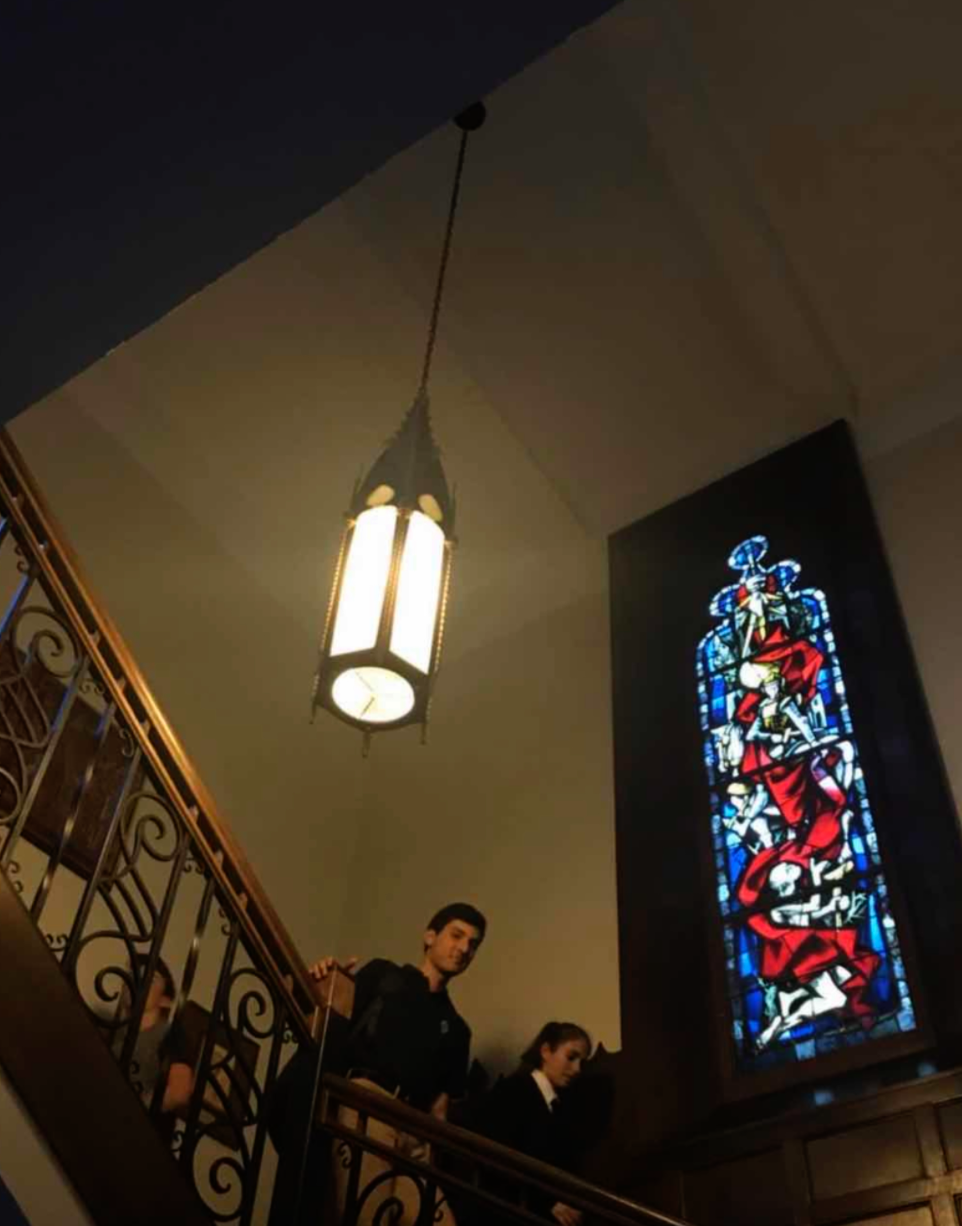
Chapelle BCS

BCS a été créée en tant qu'école classique de Lennoxville par  le révérend Lucius Doolittle (1800-1862) et assistée d'Edward Chapman (M.A., Université de Cambridge),. Traditionnellement, l'école accueillait les fils des résidents du Mille carré doré. En 1842, il avait affilié avec l'Université Bishop's. La même année, L'évêque Le Très Révérend George Mountain (Le premier principal de L'Université McGill) a changé cette institution à Bishop's College Grammar school. Aujourd'hui encore, unique au Canada, les élèves du secondaire VI (12e année) de l'école peuvent être admissibles à suivre des cours avec crédits à l'Université Bishop's pour obtenir des crédits de transfert. Certaines installations de l'Université Bishop's sont partagées telles que la piscine, le terrain de golf, les patinoires, la bibliothèque, etc. «Bishop» dans son nom vient de l'évêque de Québec, Gorge Mountain (Doctorat en droit, Oxford) qui fut également le premier directeur du Université McGill de 1824 à 1835 et le fondateur de l'Université Bishop's. Rue de la Montagne de Montréal porte son nom.

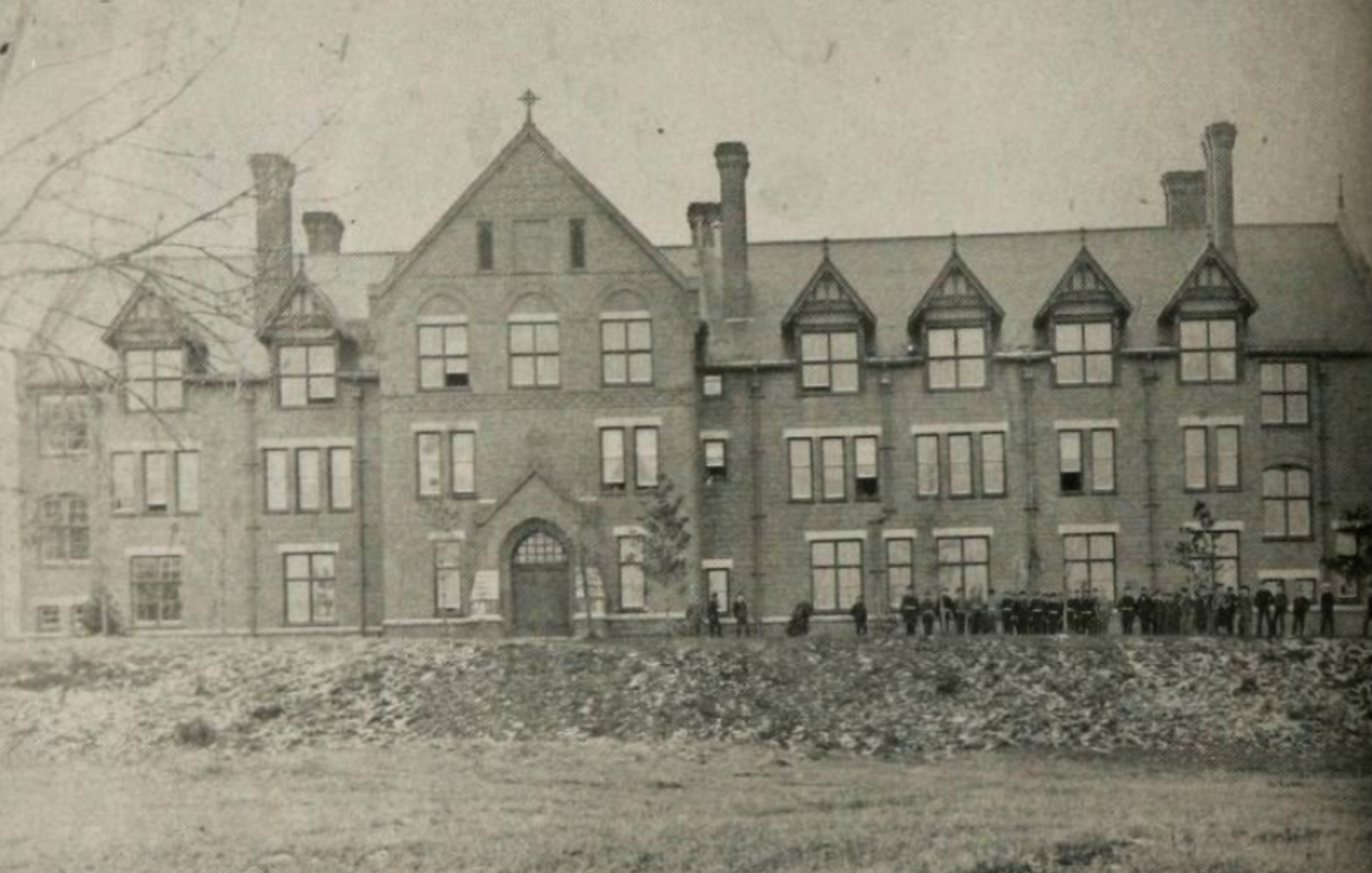
BCS 1885

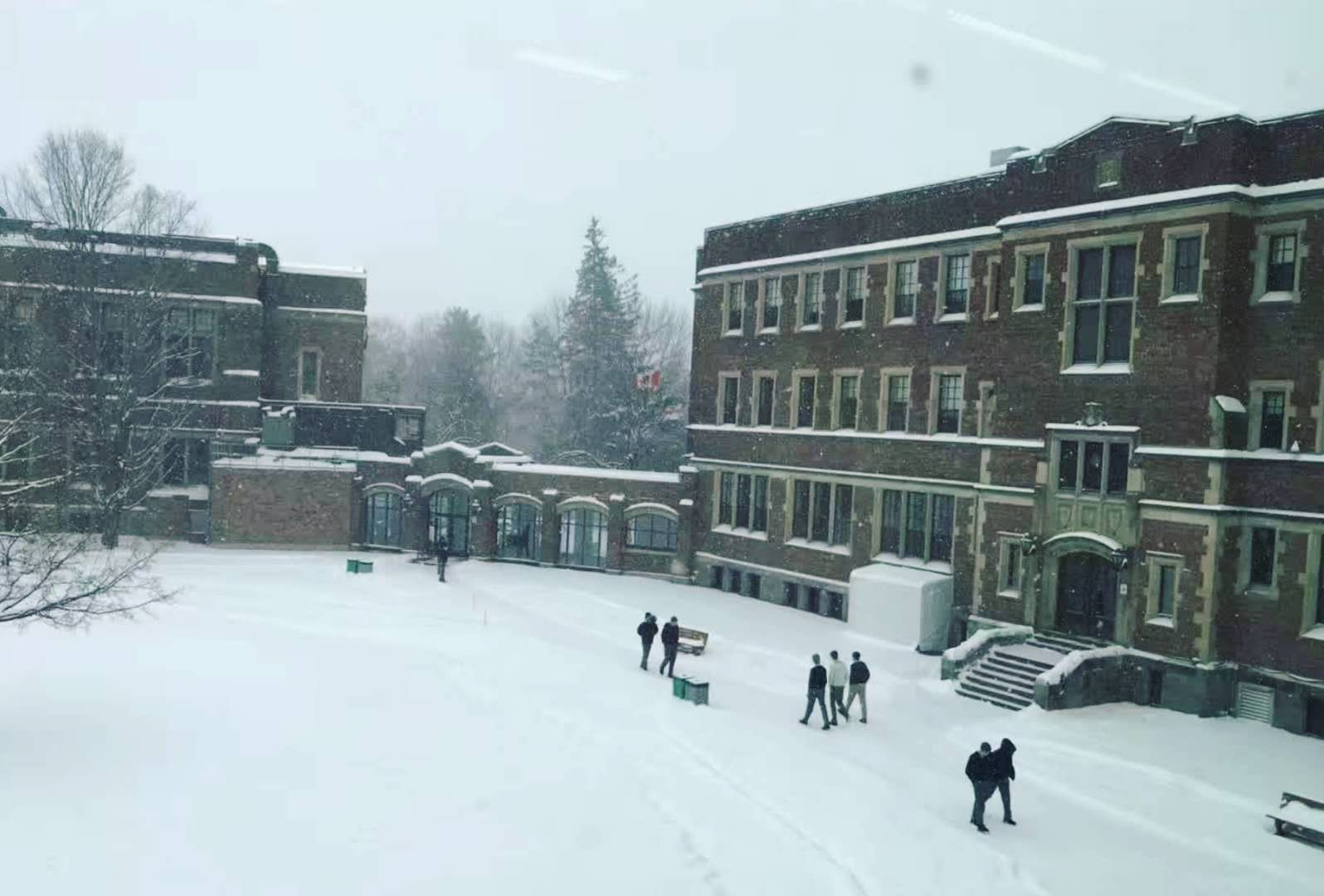
BCS Squad

Le BCS Cadet Corps # 2 - le plus ancien corps de service continu au Canada - est affilié au The Black Watch (Royal Highland Regiment) of Canada au Québec du Canada depuis 1936 ainsi qu'aux Cadets royaux de l'Armée canadienne en 1879.Des centaines d'anciens élèves se sont portés volontaires et se sont battus pour Le Canada ou la Grande-Bretagne (royaume) pendant la Première Guerre mondiale et la Seconde Guerre mondiale. Plus de 120 anciens élèves ont été sacrifiés.

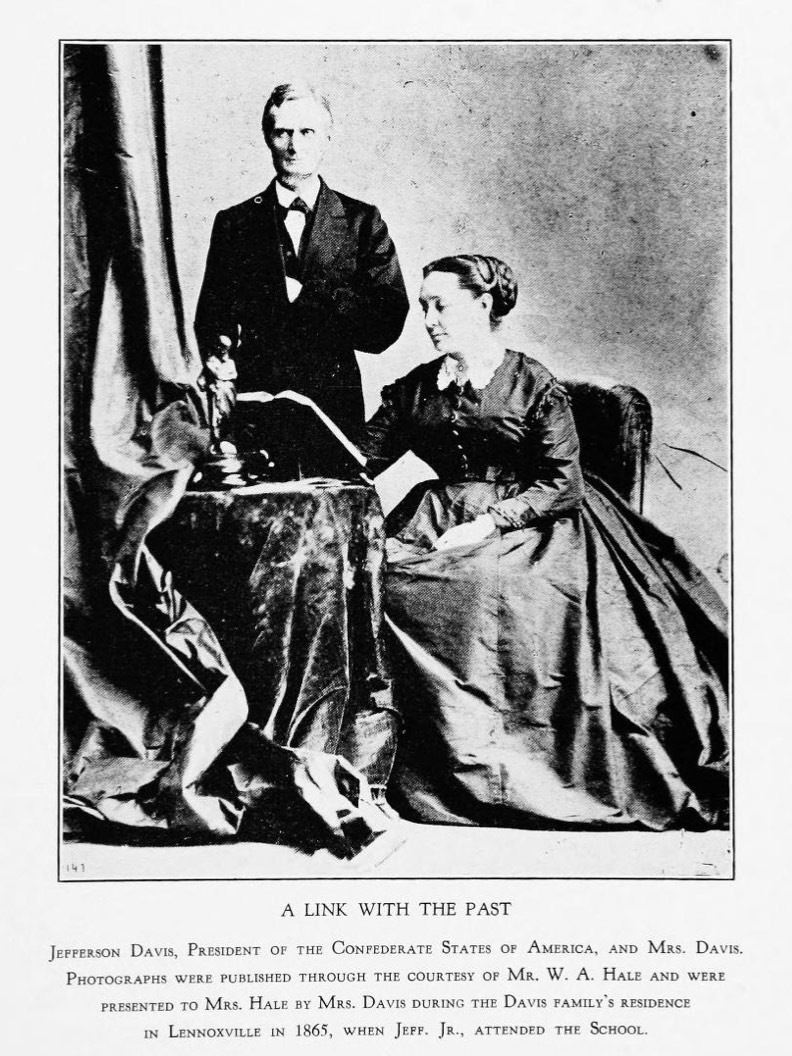
La famille de Jefferson Davis au BCS, 1865

Un lien avec la famille Monarchie canadienne est maintenu grâce à diverses visites et inspections transmises par le roi George V, George VI, Edward VI, les Gouverneurs générals du Canada, Lord Shaughnessy, le baron Janner, etc., que ce soit pendant leurs visites royales ou leurs études. En mai 1989, le duc d'Édimbourg inspecta le corps des cadets avec une foule de deux mille personnes et accorda les nouvelles armoiries de l'école,.
BCS est devenue mixte en 1973 après avoir fusionné avec King's Hall Compton, son école jumelée pour les filles, faisant de BCS l'une des premières écoles indépendantes mixtes au Canada. En 1995, Nancy Layton a été nommée directrice de l'école, devenant ainsi la première femme à diriger un internat mixte au Canada.

## Particularités académiques
Au niveau académique, l'école délivre le Baccalauréat international et les Diplômes provinciaux du Québec (DES à Secondaire V) et du Nouveau-Brunswick. (à Secondaire VI) L'école est membre du Round Square depuis 1986 et affiliée aux Canadian Accredited Independent Schools (CAIS), l'Association des Écoles privée du Québec (QAIS), NAIS des États-Unis, TABS du monde etc.
Elle est l'une des sept écoles secondaires au Québec dont les élèves n'ont pas besoin d'aller au Cégep pour aller à l'université grâce à la 12e année. De plus, le diplôme du Baccalauréat International peut permettre aux étudiants de sauter une année dans certaines universités comme Université de Montréal ou Université McGill et les universités internationales.[réf. nécessaire]

## King's Hall, Compton
Le Compton Ladies’ College est fondé par le révérend Joseph Dinzey en 1874. Ce collège pour jeunes filles est administré par une corporation composée de l’évêque du diocèse de Québec de la Church of England et de quatre autres membres nommés par le synode dudit diocèse. En 1884, le Compton Ladies’ College ferme ses portes en raison de difficultés financières.

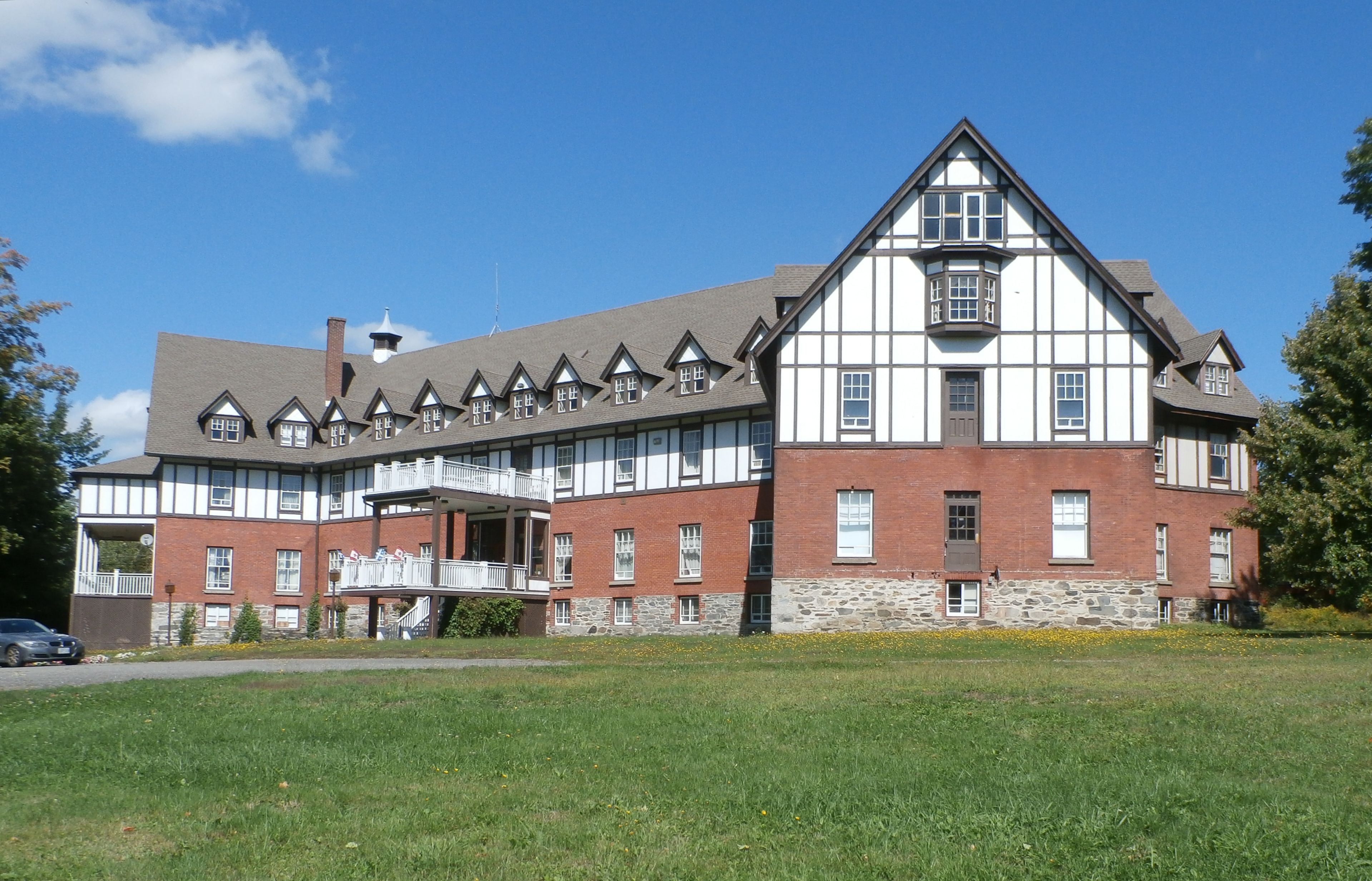
King's Hall, Compton

Il rouvre en 1886 sous l’administration du révérend George Herbert Parker et d’une nouvelle corporation présidée par l’évêque de Québec, qui était aussi le président de Bishop’s Collège School.
En 1902, Gena Smith, alors directrice du Collège, adopte le modèle britannique d’écoles pour filles et fait changer le nom du Compton Ladies’ College pour King’s Hall afin de souligner le couronnement du roi Édouard VII d’Angleterre, survenu le 9 août de la même année. Une nouvelle corporation est formée, constituée de l’évêque du diocèse et de douze autres membres. Au cours des ans, le King’s Hall a agrandi ses installations et modifié sa philosophie de l’éducation pour devenir un établissement d’enseignement moderne fréquenté par des jeunes filles provenant de différents pays et de plusieurs régions du Canada.

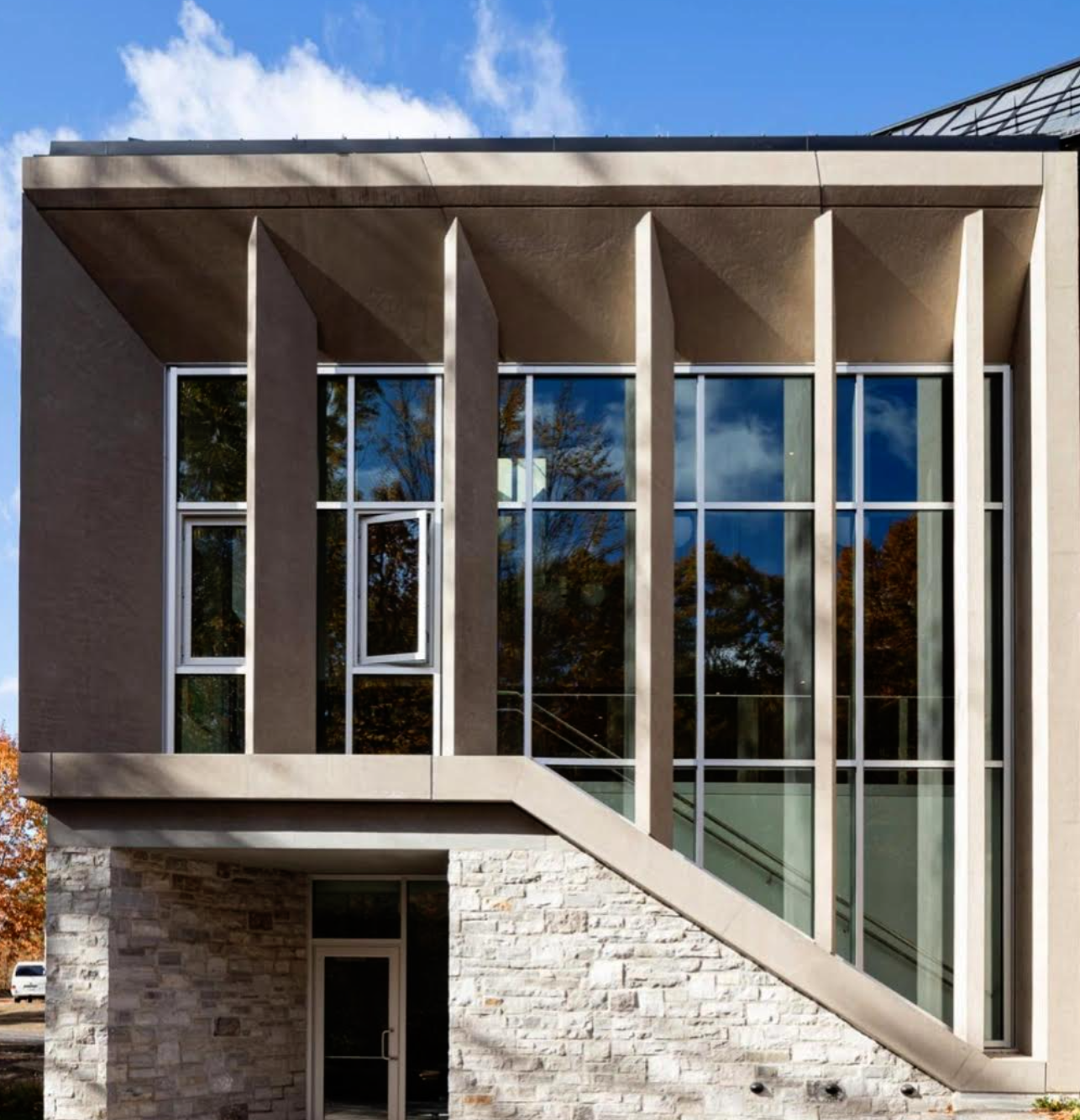
Centre d'Enrichment et la nouvelle résidence Mitchell Family House

En 1972, le King’s Hall ferme ses portes. Les élèves et la faculté sont alors transférés à la Bishop’s College School de Lennoxville, un établissement jusqu’alors réservé aux garçons. Mais il reste encore beaucoup de monuments commémoratifs, d'activités, de programmes et de traditions ainsi que l'association «KHC Old Girls» pour rejoindre BCS. Les artefacts historiques des étudiants de l'église King's Hall fréquentent chaque semaine, l'église Saint-Jacques le moins anglicane comme les six vitraux, les bancs et la cloche de l'église sont transférés à BCS depuis 2015 pour continuer la héritage de KHC.